# نشانه لوونبرگ
نشانهٔ لوونبرگ (انگلیسی: Lowenberg's sign) نشانه‌ای پزشکی است در بیماران مبتلا به ترومبوز سیاهرگی عمقی ساق پا دیده می‌شود. نشانهٔ لوونبرگ زمانی مثبت است که یک کاف فشار خون به‌دور ساق بسته شده و تا ۸۰ میلی‌متر جیوه باد شود و اینکار بلافاصله موجب درد ساق پا گردد. مانند سایر علائم بالینی ترومبوز سیاهرگی عمقی، مانند نشانه هومانس و نشانه بنکرافت، این علامت برای وجود ترومبوز نه حساس و نه اختصاصی است.
این علامت به افتخار رابرت آی. لوونبرگ (۱۹۱۷–۲۰۰۰) نامگذاری شده است که در سال ۱۹۵۴ آن را توصیف کرد.